# Suka Makmur (Bulan Tengah Suku Ulu)
Suka Makmur is een bestuurslaag in het regentschap Musi Rawas van de provincie Zuid-Sumatra, Indonesië. Suka Makmur telt 2621 inwoners (volkstelling 2010).